# Kosovos herrlandslag i basket
Kosovos herrlandslag i basket representerar Kosovo internationellt inom basket för herrar. Landslaget är organiserat av Kosovos basketförbund. Kosovos basketförbund är inte erkänt av Internationella basketförbundet (FIBA) på grund av Kosovos politiska status. Kända lag är bland andra KB Trepça.